# 문성술
문성술(文成述, 192X년~1999년 3월)은 조선민주주의인민공화국의 정치인이다.
평안남도 당 부장과 평남 강서군 당위원장, 최고인민회의 제3·4·8기 대의원, 함경북도 농촌경리위원장, 인도네시아 주재 대사, 평안남도 행정위 위원장, 당 중앙위 위원, 당 조직지도부 부부장, 당 조직지도부 제1부부장, 당 중앙위 농업부장, 황해남도 당 책임비서 겸 인민위원장, 당 조직지도부 제1부부장을 역임했다.
1999년 3월, 심화조 사건에 연루되어 고문을 받던 중 사망했다.